# Epileptoidia
Epileptoidia (gliszroidia, psychopatia epileptoidalna, łac. psychopathia epileptoides) – postać psychopatii, cechująca się zmianami temperamentu i charakteru spotykanymi u części chorych na padaczkę w postaci wybuchowości, drażliwości, przylepności (lepkości uczuciowej), drobiazgowości, mściwości, bigoterii. Ernst Kretschmer zaliczał ludzi z dyskretnie zaznaczonymi cechami epileptoidalnymi do typu wiskozyjnego (lepkiego), cechującego się atletyczną budową ciała. Mieli oni wykazywać skłonność do zapadania na padaczkę. Opisana przez Franciszkę Minkowską.